# Cundrič
Cundrič je priimek v Sloveniji, ki ga je po podatkih Statističnega urada Republike Slovenije na dan 1. januarja 2010 uporabljalo 45 oseb in je med vsemi priimki po pogostosti uporabe uvrščen na 8.067. mesto.

## Znani nosilci priimka
- France Cundrič (1908 - 1994), zdravnik otorinolaringolog v Mb
- Irena Cundrič Iskra, glasbena pedagoginja, zborovodkinja
- Janez Cundrič (1940 - 2020), novinar (Večer) in amaterski slikar
- Magdalena Cundrič (*1946), pisateljica, dramatičarka
- Valentin Cundrič (*1938), književnik